# 2015 en astronomie
2013 en astronomie - 2014 en astronomie - 2015 en astronomie - 2016 en astronomie - 2017 en astronomie 

## Événements

### Janvier
- 4 janvier : la Terre se trouve à son périhélie[1]

### Février
- 12 février : l'étoile de Scholz aurait traversé le nuage d'Oort il y a environ 70 000 ans, donc s'est approchée au plus près du Soleil à environ 0,82 année-lumière, soit 52 000 unités astronomiques[2],[3].

### Mars
- 8 mars : éjection de masse coronale du Soleil permettant à MAVEN de montrer que le vent solaire érode l'atmosphère de Mars[4].
- 20 mars : double événement astronomique :
  - Éclipse solaire totale, visible en France en phase partielle à 80 %[5].
  - Équinoxe vernal (de printemps)[6].

Cette coïncidence ne se produira que deux fois au XXIe siècle (l'autre en 2034). La dernière coïncidence a eu lieu le 20 mars 1662 ; la suivante, après 2034, aura lieu le 20 mars 2406. Cette coïncidence a pour effet une grande marée de coefficient 119.

### Avril
- 4 avril : éclipse lunaire totale[5]

### Juin
- 14 juin : découverte de ASASSN-15lh (SN 2015L), possible supernova[7].

### Juillet
- 6 juillet : la Terre se trouve à son aphélie[1].
- 14 juillet : New Horizons survole Pluton. C'est le premier survol de cette planète naine par une sonde spatiale.

### Août
- 3-14 août : 29e assemblée générale de l'Union astronomique internationale.

### Septembre
- 9 septembre : première observation officielle de 2015 RR245[8]
- 10 septembre : détection de l'exoplanète HD 164595 b (en)
- 13 septembre : éclipse solaire partielle[5]
- 14 septembre : première observation directe d'ondes gravitationnelles[9]
- 28 septembre : éclipse lunaire totale[5].

### Octobre
- 13 octobre : découverte de V774104, objet le plus éloigné dans le système solaire[10].
- 31 octobre : l'astéroïde géocroiseur potentiellement dangereux 2015 TB145, surnommé « astéroïde d'Halloween », passe à environ 1,27 distance lunaire de la Terre[11].

### Novembre
- 26 novembre : l'inclinaison de l'orbite lunaire serait due à l'attraction répétée de multiples planétésimaux[12],[13].

### Décembre
- 5 décembre : éruption majeure du blazar OJ 287[14].
- 26 décembre : GW151226, deuxième observation directe d'ondes gravitationnelles[15].

## Objets

### Comètes
En 2015, les comètes suivantes sont à l'honneur :
C/2013 US10 Catalinadécouverte le 31 octobre 2013, passe au périhélie le 15 novembre 2015 et passe au périgée le 17 janvier 2016.

### Phases de la Lune
Le tableau suivant résume les phases de la Lune pour l'année 2015 :
| #  | Nouvelle lune | Premier quartier | Pleine lune | Dernier quartier |
| -- | ------------- | ---------------- | ----------- | ---------------- |
|    |               |                  | 05/01       | 13/01            |
| 1  | 20/01         | 27/01            | 03/02       | 12/02            |
| 2  | 18/02         | 25/02            | 05/03       | 13/03            |
| 3  | 20/03         | 27/03            | 04/04       | 12/04            |
| 4  | 18/04         | 25/04            | 04/05       | 11/05            |
| 5  | 18/05         | 25/05            | 02/06       | 09/06            |
| 6  | 16/06         | 24/06            | 02/07       | 08/07            |
| 7  | 16/07         | 24/07            | 31/07       | 07/08            |
| 8  | 14/08         | 22/08            | 29/08       | 05/09            |
| 9  | 13/09         | 21/09            | 28/09       | 04/10            |
| 10 | 13/10         | 20/10            | 27/10       | 03/11            |
| 11 | 11/11         | 19/11            | 25/11       | 03/12            |
| 12 | 11/12         | 18/12            | 25/12       |                  |

## Personnalités

### Prix
- Prix Jules-Janssen : Suzy Collin-Zahn

### Décès
- 15 juillet : Jean-Paul Zahn, astrophysicien français, spécialiste des intérieurs stellaires[17].

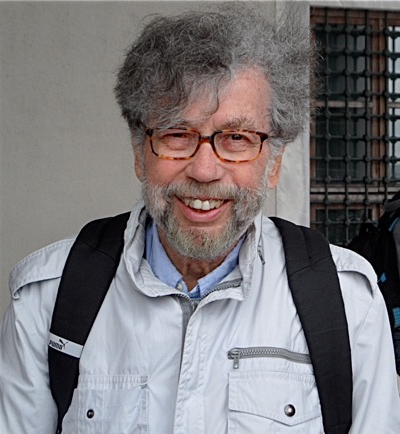
Jean-Paul Zahn (1935-2015)